# Divina Pastora
|  | Aquest article tracta sobre el barri d'Alacant. Vegeu-ne altres significats a «Divina Pastora (desambiguació)». |

La Divina Pastora és un barri de la ciutat d'Alacant a l'Alacantí (País Valencià). Limita al nord con el terme municipal de Sant Vicent del Raspeig; a l'est amb el barri de Ciutat Jardí; al sud amb els barris de Rabassa i el Polígon de Sant Blai; i a l'oest, en el seu extrem més septentrional, amb el barri de Ciutat d'Assís. Segons el padró de 2006, compta en una població de 1.584 habitants (795 homes i 789 dones).